# Diógenes Lara
Diógenes Lara (* 1902 oder 6. April 1903; † 1968) war ein bolivianischer Fußballspieler und -trainer.

## Karriere
Mit der Nationalmannschaft Boliviens nahm der Mittelfeldspieler am Campeonato Sudamericano 1926 teil. Chavarría wurde in allen vier Partien gegen Chile (1:7), Argentinien (0:5), Paraguay (1:6) und Uruguay (0:6) eingesetzt. Bei der Campeonato Sudamericano 1927 lief der Bolivianer bei drei weiteren Spielen gegen Argentinien (1:7), Uruguay (0:9) und Peru (2:3) für die Nationalmannschaft auf. Im Juli 1930 stand der Spieler vom Club Bolívar bei der ersten Weltmeisterschaft in Uruguay im Kader der Nationalmannschaft. Lara kam unter Trainer Ulises Saucedo in beiden WM-Spielen gegen Jugoslawien (0:4) und Brasilien (0:4) zum Einsatz. Zwischen 1926 und 1930 wurde Lara in den neun ersten Länderspiele der bolivianischen Nationalmannschaft eingesetzt.
Bei der Campeonato Sudamericano 1946 sowie der Campeonato Sudamericano 1947 trainierte Lara die bolivianische Nationalmannschaft; in zwölf Spielen kam die Mannschaft zu zwei Unentschieden und zehn Niederlagen.